# 香脂
香脂或香树脂，亦作香膏、香胶，旧译波勒杀末、拔尔撒谟，是指含有苯甲酸或肉桂酸的芳香树脂类物质。常见的香脂有吐鲁香（多路波勒杀末、笃留拔尔撒谟）、秘鲁香（秘鲁波勒杀末、百露拔尔撒谟）、安息香、苏合香、白胶香等。
有些树脂类物质虽然在英文中称为，但却并不是真正的香脂（不含苯甲酸和肉桂酸），如阿勃参油（英語：Mecca balsam / balm of Gilead）、苦配巴油（英語：balsam of copaiba）、加拿大胶（英語：Canada balsam）、古芸香脂（英語：Gurjun balsam）等。